# 百二十八分音符

ベートーヴェンは作品13『大ソナタ悲愴』の第1楽章で128分音符を使っている。 at quarter=50

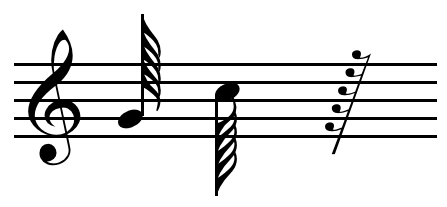
幹が上向きの128分音符。幹が下向きの128分音符。128分休符

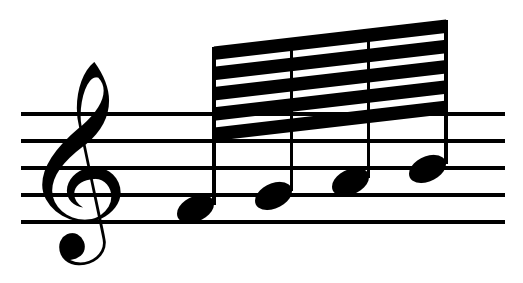
桁で一緒になった128分音符

百二十八分音符（ひゃくにじゅうはちぶおんぷ、hundred twenty-eighth note、semihemidemisemiquaver、quasihemidemisemiquaverは、全音符の1⁄128の長さで演奏される音符。長さは64分音符の半分である。5つの旗もしくは桁を持つ。ヒトの聴こえる周波数領域は20Hz(1200/分)から始まるため、128分音符のトレモロは = 37.5 bpmの知覚で1音になる。
1つの128分音符の幹は常に旗がついているが、2つ以上の音符は普通まとまって桁で一緒にされる。このように短い音符は印刷された音楽では非常に珍しいが、知られていないわけではない。桁の多い音符が珍しい理由の1つは、例えば = 50 の32分音符は = 100 の16分音符と同じ時間続くからである。テンポを2倍にすると全ての音符は2倍の長さで表記されるが、時間は同じである。主にゆっくりとした楽章の短く速い楽節で使われる。例えば、ベートーヴェンの作品13『大ソナタ悲愴』の第1楽章で速い音階を表記するのに使われている。モーツァルトの変奏曲Je suis Lindorでも使われており、多くは遅い12番目の変奏曲で使われている。同様に、バッハの「ト短調無伴奏ヴァイオリンのためのソナタ」 (BWV 1001) の冒頭のアダージョでも128分音符が明示的に表記された装飾的なルラードで使われている。
このような5つの桁を持つ音符は、ある楽節を速く演奏する場合にもときどき登場するが、実際のテンポは厳密に拍子を分けるのではなく、演奏者の裁量にゆだねられている。このような場合、音符の時間の合計がぴったり1小節に合わないことがあり、このことを示すために楽句に奇数の時分割で表記されていることがある。このような表記は装飾音のように小さな音符を使ってされることもある。このような5つ桁の音符が砕音(acciaccatura)として使われる稀な例としては、シャルル＝ヴァランタン・アルカンの「3つの大練習曲」作品76の第2番の最終小節がある。
128分休符も珍しいが、知られていないわけではない。「ベートーヴェンのピアノソナタ第13番　幻想曲風」（遅い楽章の24小節）で1つ使われている。